# Xanthoparmelia walteri
Xanthoparmelia walteri är en lavart som beskrevs av M. D. E. Knox. Xanthoparmelia walteri ingår i släktet Xanthoparmelia och familjen Parmeliaceae.   Inga underarter finns listade i Catalogue of Life.